# 常汉三
常汉三（1893年3月22日—1943年8月9日），名士杰，字汉三，陕西省绥德县常家沟村人。中国近代政治人物、中国共产党早期人物。

## 生平
1893年3月22日，常汉兰出生在陕西绥德县常家沟村一个农民家庭。父亲常善旭、母亲冯氏，家庭生活比较宽裕。1900年，常汉兰入私塾。1913年，考入西安三秦公学，次年考入北京高等师范学校，期间加入共进社。毕业时，正值五四运动爆发，他与同学杨明轩等人参加了火烧赵家楼等事件。1920年，经蔡子明推荐，常汉三到缅甸旅缅华侨中学任教。回国后，常汉三先后在陕西省立第一师范学校、私立成林中学任教。1924年，受李子洲力邀，出任陕西省立第四师范学校教育主任。他协助李子洲调整教学内容与方法，还建立了绥德县平民学校和补习学校，帮助贫民及其子女获得免费教育。
1926年底，李子洲调往中共陕西省委工作，常汉三接任四师校长，并担任了校党支部书记。四·一二政变爆发后，井岳秀调查各学校中共党组织情况。1927年8月4日，旅长刘润民领兵搜查四师。此后学校被查封，常汉三被要求三年不准离开绥德、三年不准在教育界任职、由商号作保。他因此离校，返回家乡。
1930年，常汉三应陕西省教育厅厅长杨明轩聘用，出任省教育厅督学。1932年，改任汉中第二女子师范学校校长。1937年，常汉三出任三原县县长，任内秉公办事，深受三原县民拥护，任内设立机构，任用田正义、相亚君、王谦益、王文培等为工作人员，展开城乡各界群众的抗日救亡的宣传工作。派相亚君到西阳、大程、陵前、马额等乡成立抗日救国会，派王谦益到各学校做抗日救亡的宣传工作；出版《民声报》扩大宣传；接待当时经历长征、进入陕北的中国工农红军。西安事变后，中共高级领导人彭德怀、任弼时、陆定一、杨尚昆等来到三原，与三原各界人士和赵寿山等国军军官举行座谈会。彭德怀做抗日宣讲，常汉三代表三原县各界民众赠送给八路军军服500套。
1938年，奉中共地下党指示，常汉三与杨明轩等进入国民革命军第三十八军，随军转战山西、河南等地；常汉三与军长赵寿山结为至交。不久，因军务繁重操劳过度，染上肺结核。1942年，常汉三任三十八军军法处长，整顿军纪肃奸顽。1943年8月9日，三十八军在河南省荥阳苏寨村驻军，常汉三因肺病加重去世，时年50岁。